# Giáo phận Bogor
Giáo phận Bogor (tiếng Indonesia: Keuskupan Bogor; tiếng Latinh: Dioecesis Bogorensis) là một giáo phận của Giáo hội Công giáo Rôma trực thuộc Tổng giáo phận Jakarta, với tòa giám mục đặt tại thành phố Bogor trên đảo Java, Indonesia.

## Địa giới
Địa giới giáo phận bao gồm các lãnh thổ sau ở đảo Java thuộc Indonesia:
- Các huyện Bogor, Sukabumi và Cianjur, các thành phố Depok, Bogor và Sukabumi thuộc tỉnh Tây Java;
- Các huyện Lebak, Pandeglang và Serang, các thành phố Serang và Cilegon thuộc tỉnh Banten.

Tòa giám mục và Nhà thờ chính tòa Đức Trinh Nữ Maria của giáo phận được đặt tại thành phố Bogor.
Giáo phận bao phủ diện tích 18.366 km² và được chia thành 24 giáo xứ.

## Lịch sử
Hạt Phủ doãn Tông tòa Sukabumi được thành lập vào ngày 9/12/1948  theo tông sắc Quo in insula của Giáo hoàng Piô XII, trên phần lãnh thổ tách ra từ Hạt Đại diện Tông tòa Batavia (nay là Tổng giáo phận Jakarta).
Vào ngày 3/1/1961 Hạt Phủ doãn Tông tòa được nâng cấp thành một giáo phận theo tông sắc Quod Christus của Giáo hoàng Gioan XXIII.

## Giám mục quản nhiệm
Các giai đoạn trống tòa không quá 2 năm hay không rõ ràng bị loại bỏ.
- Paternus Nicholas Joannes Cornelius Geise, O.F.M. † (17/12/1948 - 30/1/1975 từ nhiệm)
- Inhaxiô Harsono † (30/1/1975 - 17/7/1993 từ nhiệm)
- Cosmas Michael Angkur, O.F.M. (10/6/1994 - 21/11/2013 về hưu)
- Paskalis Bruno Syukur, O.F.M., từ 21/11/2013

## Thống kê
Đến năm 2020, giáo phận có 92.558 giáo dân trên dân số tổng cộng 18.130.361, chiếm 0,5%.
| Năm  | Dân số   | Dân số     | Dân số | Linh mục      | Linh mục       | Linh mục      | Linh mục                | Phó tế | Tu sĩ     | Tu sĩ    | Giáo xứ |
| Năm  | giáo dân | tổng cộng  | %      | linh mục đoàn | linh mục triều | linh mục dòng | tỉ lệ giáo dân/linh mục | Phó tế | nam tu sĩ | nữ tu sĩ | Giáo xứ |
| ---- | -------- | ---------- | ------ | ------------- | -------------- | ------------- | ----------------------- | ------ | --------- | -------- | ------- |
| 1950 | 722      | 2.750.000  | 0,0    | 15            | 2              | 13            | 48                      |        | 2         | 2        | 5       |
| 1969 | 7.332    | 5.990.000  | 0,1    | 24            | 2              | 22            | 305                     |        | 53        | 128      | 10      |
| 1980 | 18.332   | 7.422.000  | 0,2    | 24            | 9              | 15            | 763                     |        | 21        | 95       |         |
| 1990 | 34.849   | 9.500.000  | 0,4    | 33            | 17             | 16            | 1.056                   |        | 26        | 110      | 12      |
| 1999 | 54.056   | 12.144.005 | 0,4    | 45            | 34             | 11            | 1.201                   |        | 26        | 114      | 15      |
| 2000 | 53.432   | 11.190.495 | 0,5    | 51            | 37             | 14            | 1.047                   |        | 21        | 92       | 16      |
| 2001 | 57.632   | 11.471.935 | 0,5    | 48            | 36             | 12            | 1.200                   |        | 27        | 107      | 17      |
| 2002 | 61.414   | 11.875.500 | 0,5    | 52            | 40             | 12            | 1.181                   |        | 26        | 134      | 18      |
| 2003 | 63.698   | 12.114.065 | 0,5    | 56            | 38             | 18            | 1.137                   | 2      | 27        | 140      | 18      |
| 2004 | 66.115   | 13.080.511 | 0,5    | 56            | 42             | 14            | 1.180                   |        | 28        | 143      | 18      |
| 2012 | 83.406   | 16.283.000 | 0,5    | 70            | 51             | 19            | 1.191                   |        | 44        | 161      | 21      |
| 2015 | 116.138  | 18.010.983 | 0,6    | 89            | 58             | 31            | 1.304                   |        | 95        | 158      | 21      |
| 2018 | 119.350  | 18.125.361 | 0,7    | 93            | 66             | 27            | 1.283                   |        | 83        | 161      | 23      |
| 2020 | 92.558   | 18.130.361 | 0,5    | 96            | 69             | 27            | 964                     |        | 69        | 154      | 24      |